# Ricardo Vélez Rodríguez
Ricardo Vélez Rodríguez (Bogotá, 15 de noviembre de 1943) es un filósofo, teólogo, ensayista y profesor colombiano, nacionalizado brasileño.
Fue Ministro de Educación de Brasil en el gabinete de Jair Bolsonaro.
Sus posiciones políticas fueron descritas, por algunas fuentes, como de extrema derecha. Es anticomunista y estudioso del liberalismo clásico.

## Biografía

### Estudios
Ricardo Vélez Rodríguez hizo sus estudios básicos en el Liceo de La Salle (Bogotá) y cursó el bachillerato en Humanidades, en el Instituto Tihamér Tóth, en la misma ciudad. Se licenció en filosofía por la Pontificia Universidad Javeriana (Bogotá), en 1963. Entre 1965 y 1967, realizó un curso de Teología en el Seminario Conciliar de Bogotá.

### Carrera
Comenzó su vida docente en 1968 como profesor de literatura y filosofía en la Facultad de Filosofía y Letras de la Universidad Pontificia Bolivariana (Medellín), y de ética en los negocios en la Escuela de Administración de Empresas e Instituto Tecnológico, también en Colombia, permaneciendo en ambas instituciones hasta 1971. Entre 1972 y 1973, enseñó filosofía y humanidades en la Universidad Externado de Colombia y en la Universidad del Rosario, en Bogotá. Realizó estudios de postgrado en Brasil, en la Pontificia Universidad Católica de Río de Janeiro, obteniendo una maestría en filosofía, en 1974.
Se trasladó a Brasil en 1979, huyendo de la violencia en Colombia, primero para estudiar en Río de Janeiro, permaneciendo por trabajo. Obtuvo la nacionalidad brasileña en 1997.
De regreso a Colombia, fue vicerrector de postgrado e investigación de la Universidad de Medellín, entre 1975 y 1978. A partir de enero de 1979, fijó residencia en Brasil, inicialmente en São Paulo, donde trabajó como investigador en la Sociedad de Cultura Convivia, habiendo sido redactor de la revista Convivium, publicación originalmente ligada al Instituto de Investigaciones y Estudios Sociales (IPES). Entre mayo de 1979 y diciembre de 1980, fue conferencista de la Universidad de São Paulo. En 1981, se mudó a Londrina, donde se convirtió en profesor del Departamento de Filosofía de la Universidad Estatal de Londrina, creando en 1982 el Curso de Postgrado en Pensamiento Político Brasileño. En 1982, obtuvo el título de Doctor en Filosofía por la extinta Universidad Gama Filho.
Entre 1985 y 1990 fue profesor adjunto de la Universidad del Estado de Río de Janeiro (UERJ), también a partir de 1985 enseñó en la Universidad Federal de Juiz de Fora (UFJF), en el curso de filosofía y en el programa de maestría en pensamiento brasileño, creado por él y por el filósofo y profesor Antonio Paim. El programa funcionó hasta 1996.
Fue profesor visitante en la Universidad de Antioquia, Colombia (1975-1978), la Universidad Católica Portuguesa (2001-2002), el Centro de Educación Superior de Juiz de Fora (1996-2005) y en la Universidad Federal del Estado de Río de Janeiro (1986 a 1989).

## Familia
Es nieto de Amadeo Rodríguez Vergara militar, político y diplomático, destacado militar en la guerra colombo peruana

## Publicaciones
- Pensadores portugueses (séculos XIX e XX). Londrina, 2015
- A grande mentira : Lula e o patrimonialismo petista. Campinas: Vide Editorial, 2015. ISBN 9788567394701 OCLC 952493843
- Da guerra à pacificação : a escolha colombiana. Campinas: Vide Editorial, 2010. ISBN 9788562910012 OCLC 683321053
- O Patrimonialismo Brasileiro em Foco (com  Antonio Paim, Antonio Roberto Batista e Paulo Kramer) O patrimonialismo brasileiro em foco.  Campinas: Vide Editorial, 2015  ISBN 9788567394725 OCLC 952499284
- Tópicos especiais de filosofia moderna. Juiz de Fora: UFJF; Londrina: UEL, 1995
- Estado, cultura y sociedad en la América Latina. Colección 30 años Universidad Central.[19]
- A democracia liberal segundo Alexis de Tocqueville.  Ed. Mandarim, 1998.[19]
- Keynes: doutrina e crítica (1999). Ed. Cadernos liberais.[19]
- O Trabalhismo após 1930. 2ª ed. Río de Janeiro: Editoria Central da Universidade Gama Filho, 1994.

También ha publicado más de 700 artículos.